# サムライ (沢田研二の曲)
「サムライ」は、沢田研二の22枚目のシングル。1978年1月21日にポリドール・レコードより発売された。

## 解説
- 本曲はシングルバージョンとアルバムバージョンがある（『思いきり気障な人生』に収録）。
- ナチス親衛隊制服風の衣装が問題となり、途中で腕章は✕印に変更された。
- 作詞した阿久悠は、“やせがまん”が格好悪くなっていた時代に対して“やせがまん”を格好良く思わせたいという意図で書いたと述べている[1]。
- 「夜のヒットスタジオ」で何度か披露し、1978年1月30日に出演した時には、畳が敷き詰められたスタジオで歌った（2番の途中までは沢田の上半身のみを映し、その後、一気にカメラがズームアウトするところで畳が敷き詰められたスタジオの全容が映し出される、という演出だった）。
- 「あなたに今夜はワインをふりかけ」は沢田が出演したキッコーマン・マンズワインのCFソングとして起用された。また、シングルB面曲として唯一、ベストアルバム『ROYAL STRAIGHT FLUSH』シリーズに収録されている（2005年にCD化）。

## 収録曲
- 全曲、作詞：阿久悠／作曲：大野克夫／編曲：船山基紀

1. サムライ（5分11秒）
2. あなたに今夜はワインをふりかけ（4分10秒）

## カバー
- 1981年 -  汀夏子（アルバム『イン・パースン』）
- 2015年 - 吉井和哉（3月30日に放送されたThe Coversでカバー）

## 沢田研二の関連作品
- 思いきり気障な人生